# Record italiani di sci nautico
La seguente tabella riporta i record italiani maschili e femminili delle diverse discipline dello sci nautico.
Nota: dati aggiornati al 26 novembre 2011
| Disciplina          | Record            | Atleta                     | Luogo                               |
| Slalom Femminile    | 3 Boe a 10.75 m   | Irene Reinstaller (ITA)    | Fosso Ghiaia, (ITA), 7 ottobre 2001 |
| Slalom Maschile     | 5.5 Boe a 10.25 m | Thomas Degasperi (ITA)     | Ginevra, (SUI), 18 giugno 2006      |
| Figure Femminili    | 7850 Punti        | Silvia Caruso (ITA)        | Cervia, (ITA), 31 luglio 2011       |
| Figure Maschili     | 11020 Punti       | Patrizio Buzzotta (ITA)    |                                     |
| Salto Femminile     | 52.2 Metri        | Marina Mosti (ITA)         | Okahumpka, FL (USA), 22 marzo 2004  |
| Salto Maschile      | 66.9 Metri        | Christian Rampanelli (ITA) | Atene, (GRE), 17 settembre 2006     |
| Combinata Femminile |                   | Marina Mosti (ITA)         |                                     |
| Combinata Maschile  |                   |                            |                                     |